# Кликун

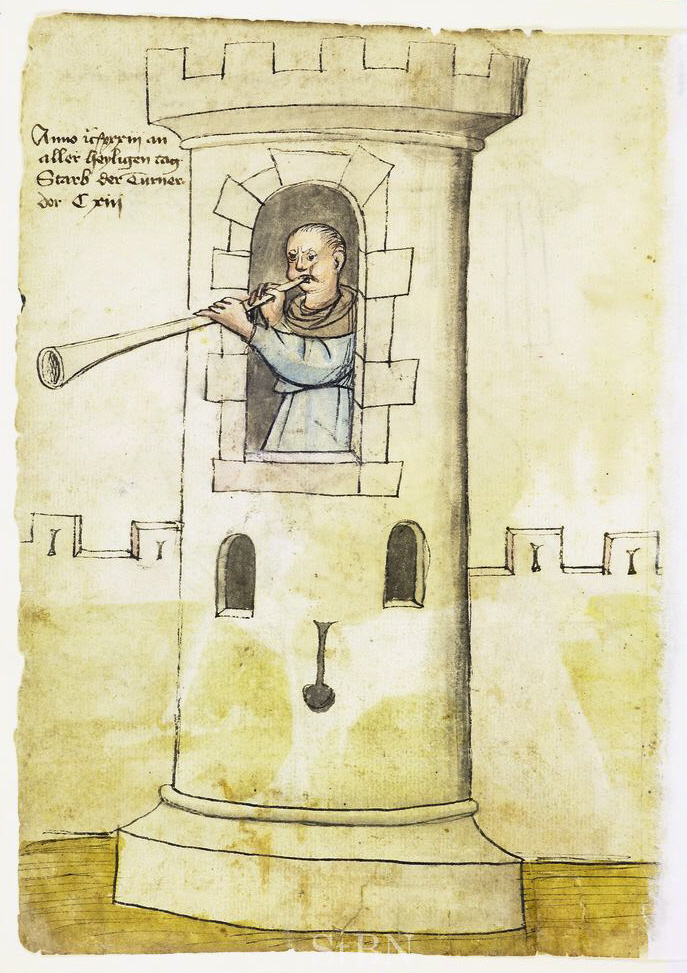
Варта на вежі. Нюрнберг, 1433 року

Клику́н — 1) вежо́ва ва́рта (нім. Turmwächter), нічна варта на вежі, старостинський або замковий службовець, який у разі наступу ворога чи пожежі мав бити на сполох; чергував на замковій або церковній вежі; 2) опові́сник, покли́кач, окли́чник, глаша́тай, вістовець, бохта́р, магістратський або міський службовець, який оголошував на велилюдних місцях офіційні акти, звістки й вироки.

## «Кликання»
«Кликання» — ритуал нічної варти, яка вночі «кликала», тобто перегукувалася між собою або викрикувала певні фрази.
Нічний сторож на вежі у Лозанні, що у Швейцарії, сповіщав містян так: «Це — нічна варта. Дзвони б'ють десяту годину» (фр. C'est le guet. Il a sonné dix).
Наталія Білоус наводить приклад середньовічного Гданська, де о десятій вечора кликун вигукував:
| Вже десята на дзиґа́рі, Гасіть світло, господа́рі, Вогню пильнуйте і злодія, Хваліть Бога-добродія[1]. |
Сигнали подавали не тільки голосом. Львівський ратушний сурмач про небезпеку сповіщав звуком сурми або дзвону і червоним прапором удень або ліхтарем уночі.
У Швеції кликун сурмив у довгий ріг, як правило, раз на годину протягом ночі. Шведські кликуни працювали спільно з вуличною вартою, яка патрулювала місто. Сторожа вигуком або співом оголошувала час у темні години доби: «Дванадцята година. Бог врятує місто від полум'я вогню та руки ворога»; або: «Дзвонить дзвін. Божа славна, лагідна і могутня рука береже наше місто від вогню й пожеж. Дзиґар б'є дванадцяту». Їм звуком рогу відповідав кликун на вежі.
У деяких містах різною кількістю ударів дзвону визначали напрямок, звідки йшла загроза.
У Львові, якщо пожежа спалахнула у середмісті, то у дзвін били п'ять разів, якщо на околицях — шість.

## Старостинський кликун

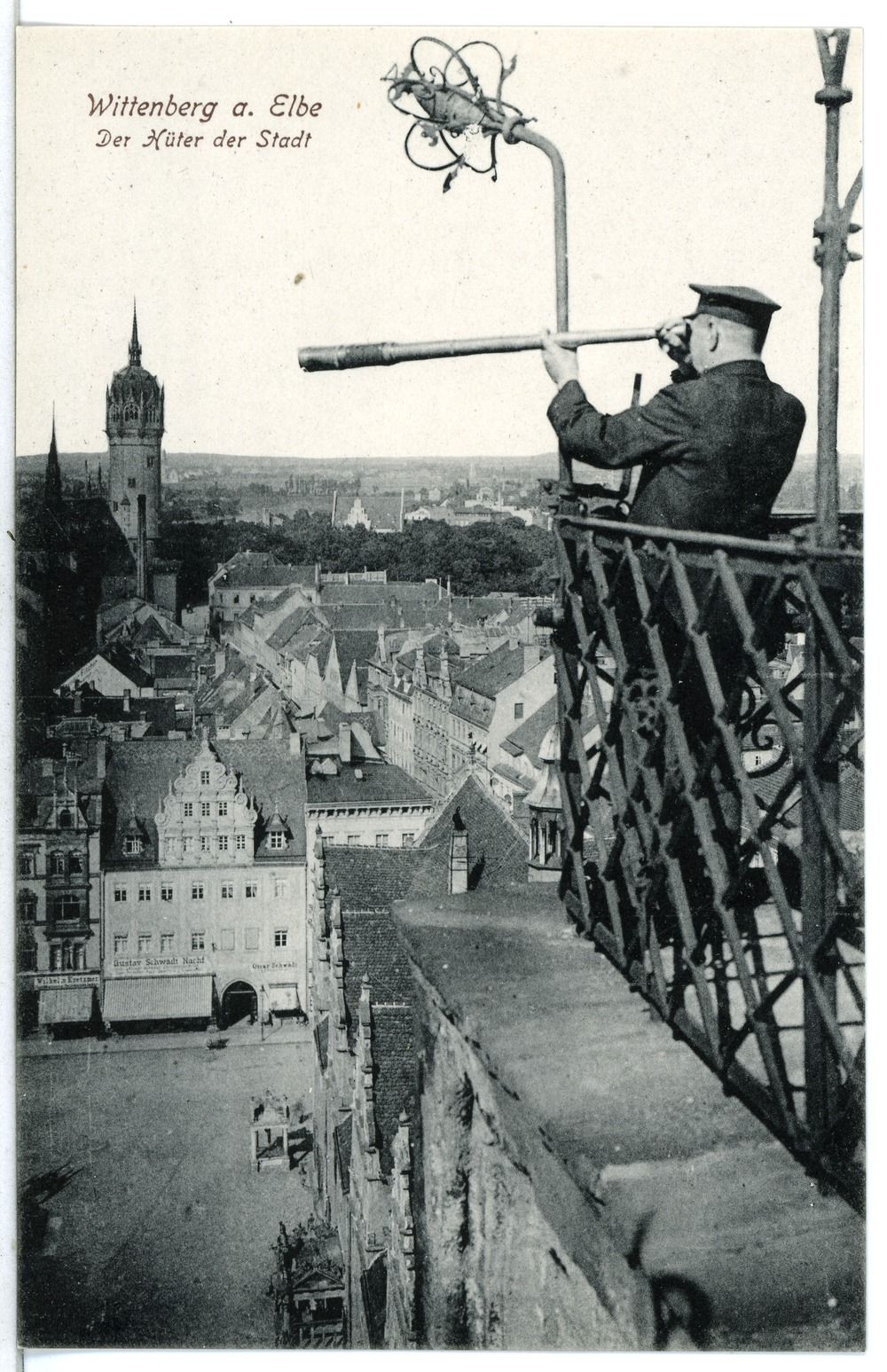
Варта у Віттенберзі, 1911

Старостинські кликуни служили у замках. До їхніх обов'язків входило вчасно сповіщати про наступ ворога або займання вогню у місті.
За привілеєм Сигізмунда І, виданим Києву 1514 року, мешканці повинні були виставляти на Київському замку кликунів, щоб «вночи стеречи и кликати, подле стародавного обичая». За описом 1552 року, в замку несли службу 12 вартових, «вдень у брами стоячи, а в ночі по бланках ходячи і кличучи».
Замкову сторожу в Луцьку забезпечували мешканці села Радомишль, з якого щотижня посилалось по дві особи для охорони замкової брами і зброї. За повідомленням 1552 року, «ті сторожі в ночі у ворот лежать з бронями, а в день в замку обслуговують старосту і його підстаросту».
У Черкасах службу несли два замкових кликуни. Вони, як ішлося у тодішньому документі, «стережуть і кличуть уночі на вежі, а вдень носять воду і дрова та інші послуги там у замку чинять».

## Магістратський кликун
Магістрат наймав кликуна на певний термін за рахунок міської скарбниці. У Любліні його платня становила від 12 до 15 грошів. Кликуна забезпечували помешканням і коштами на придбання зимового одягу.
Дозвіл на оприлюднення розпоряджень у королівстві надавав король, а в містах — ратушні урядники.
У середньовічних містах будь-який акт і будь-яка юридична справа набували чинності після публічного «обволання» (оприлюднення) кликуном. Королівські постанови оголошувались біля ратуші, на ярмарках, у костьолах та інших людних місцях. Увагу людей привертав сурмач. Про сурмача, а точніше про «будинок трумбача» в Дрогобичі, згадується у 1634 році.
Перші згадки про «обволання» рішень, які стосувались України, датуються XV сторіччям. 1435 року король Владислав III наказав публічно оголосити купцям рішення везти товари дорогами, «оминаючи львівський склад». 1503 року у публічних місцях оголошували наказ короля Олександра про ліквідацію ярмарку у Львові, що до того проводився щорічно 21 січня у день святої Аґнеси.
Кликуни оголошували судові вироки й імена убивць. Іноді судді присуджували самому злочинцеві здійснювати публічний акт ганьби. 1600 року самбірський суд засудив до страти Романа Русиновича за поранення ним сина війта. Але згодом вирок замінили. Русинович, якого у базарні дні прив'язували до стовпа ганьби, мав цілий день голосно волати про свій злочин і просити прощення у людей.

## Кликовщина
На утримання нічної сторожі з кінця XVI сторіччя збирався грошовий податок — «кликовщина» або «сторожовщина». Наприклад, у Черкасах він становив два гроші, у Вінницькому повіті — три. На утримання сторожі в Чорнобильському замку з кожного подвір'я щороку міщани давали «по одному грошу, по решету зерна, по п'ять плиток солі і по ківшику зерна».
Водночас заборонялось маршалкам і старостам вимагати виконувати цю повинність мешканцями міст магдебурзького права. Зокрема, про це йшлося у листі короля Сигізмунда Августа за 20 квітня 1546 року до маршалка Федора Санґушка, на якого скаржилися вінницькі зем'яни за те, що він попри стародавній звичай вимагав від вінниччан податок на замкову сторожу. Король нагадав, що здавна винницькі старости мали власним коштом наймати нічну варту.

## Соціальне становище

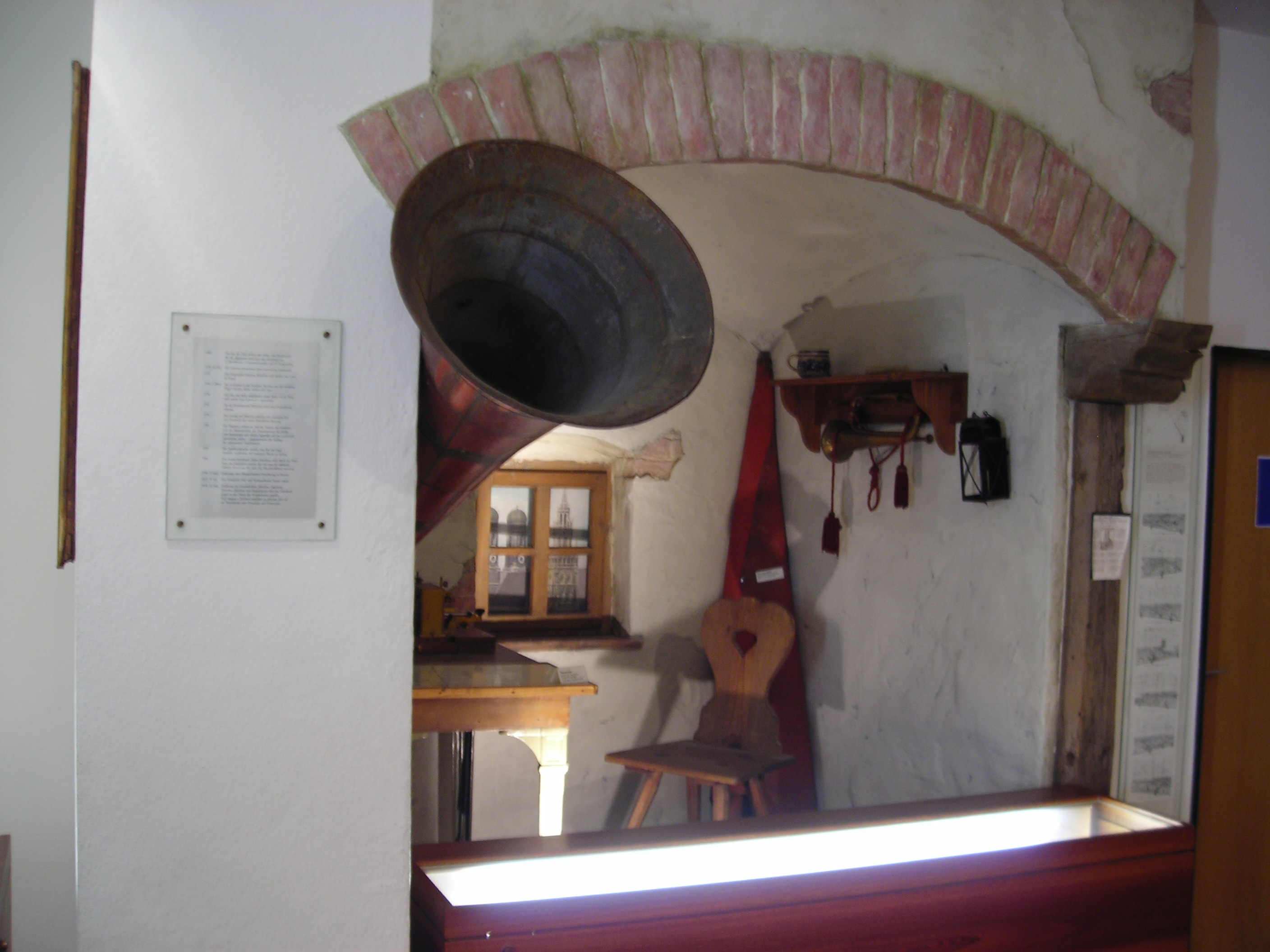
Відтворена Ванькир нічної варти у вежі церкви святого Петра, Мюнхен

У середньовіччя в Німеччині, де панувало ієрархічне суспільство, праця вежової варти не вважалась шанованою. Її відносили до так званих «ганебних» професій. Діти кликунів до XVI сторіччя були позбавлені можливості вступати в інші цехові гільдії. Лише імперські закони 1548 та 1577 років дозволили їм навчатися іншому ремеслу.
Натомість у Львові міська влада навіть надавала кликунам допомогу за певних обставин — у зв'язку з весіллям, хворобою чи смертю когось із родини.

## Туристична принадинка
На початку XX сторіччя необхідність у нічній варті відпала. Охорону вежі зберегли лише у деяких європейських містах як елемент культурної міської спадщини і туристичну принадинку.
У вежі шведської церкви Діви Марії в Істаді кликуни що п'ятнадцять хвилин сповіщають, що в місті все спокійно. З вежі краківського костелу Діви Марії щогодини лунає хейнал, мелодія якого уривається в пам'ять про убитого у XIII столітті татарською стрілою вартового. 2011 року традицію гри на сурмі з ратуші відродили у Львові.
2014 року в Луцьку започаткували проєкт «Луцький кликун». Протягом наступних років у різних локаціях (біля замку, на Братському мосту, Театральному майдані, в зоопарку) змонтували кілька фігурок львівської скульпторки Ніки Музичка. Щоправда час від часу їх викрадають злодії.